# Colette Magny
Colette Magny, (Párizs, 1926. október 31. – Villefranche-de-Rouergue, 1997. június 12.) francia énekesnő, dalszerző.

## Pályafutása
olette Magny 1948-64 között idegen nyelvi titkárként dolgozott a Gazdasági Együttműködési és Fejlesztési Szervezet-nél. Gitározni Claude Lutertől tanult, és részmunkaidőben bluesénekesként lépett fel. Mielőtt profi sanzonénekes lett, és 1963-ban már megírta első slágerét, a Melocotont.
Az algériai háború idején aktívan politizált, tiltakozó dalokat írt, például a „Le Mal de Vivre-t”, amelyet az Office de Radiodiffusion Télévision Française (ORTF) nem sugárzott. Ezt követték az olyan albumok, mint például a „Vietnam 67”, amelyek szintén politikai állásfoglalások.
A "Feu et rythme" című albumán − amelyet a Charles Cros Akadémia Grand Prix du Disque díjával jutalmaztak − egy kortárs együttessel, valamint Beb Guérin és Barre Phillips free jazzesekkel együtt készített. Ezek, és más free dzsessz zenészek, például François Tusques és Noel McGhie is dolgoztak vele a „Repression” című albumon, amely a cenzúrával és a politikai elnyomással foglalkozott. 
A „Thanakan” című albuma Antonin Artaud szövegeire íródott.
Betegsége miatt Colette Magny élete utolsó éveiben már nemigen tudott fellépni.

## Albumok
- Frappe ton coeur (1963)
- Colette Magny (1964)
- "Avec" Poème (1966)
- Colette Magny (1967)
- Magny 68/69 (1969)
- Feu et Rythme (1971)
- Répression (1972)
- Transit (con Free Jazz Workshop), (1975)
- Chili - Un peup crève... (con Maxime  Forestier y Mara Jerezm 1975)
- Visage-Village (con Dharma and Lino onardi), (1977)
- Je Veux Chaanter (1979)
- Thanakan (1981)
- Cahier d'une tortue (1981)
- Chansons pour Titine (1983)
- Kevork (C1989)
- Inédits 91 (1991)
- Blues − (2000, CD)

## Díjak
- 1984: Tenco-díj [5]
- 1997: Charles Cros Académie − Grand Prix du Disque

## Fordítás
Ez a szócikk részben vagy egészben  a   Colette Magny című német Wikipédia-szócikk ezen változatának fordításán alapul.  Az eredeti cikk szerkesztőit annak laptörténete sorolja fel. Ez a jelzés csupán a megfogalmazás eredetét és a szerzői jogokat jelzi, nem szolgál a cikkben szereplő információk forrásmegjelöléseként.